# Lars i Kuja
Lars i Kuja är en dikt av Gustaf Fröding ur diktsamlingen Guitarr och dragharmonika från 1891. Dikten handlar om det strävsamma paret Lars och Stina, som bor i torpet Kuja (kojan). I första strofen får vi veta att Kuja ligger i skogsbrynet invid vägkanten hemmanet Byn och var ett mycket fattigt torp. Det ska ha varit så litet som "en hundradetrettiotredjedel", det vill säga 1/133 mantal, vilket omöjligen gick att försörja en familj på. När Fröding utvärderade sin egen dikt 1903 konstaterade han att det var en poetiskt underdrift och att han själv aldrig hade hört talas om ett så litet torp.

Torpet är också magert. "Allt som växter åt Lars är sten, och sten är dålig förtäring", konstateras med svart humor i andra strofen. Torparparet klarar sig tack vare hårt arbete och sparande. Den klassiska värmländska fattigmanskosten nävgröt utgör deras huvudsakliga föda. Sista strofen avslutas med att skildra parets förtröstan på framtiden:
Och länsman kommer och länsman tar,
och Lars han sliter och Stina spar,
och fast han knappt äger skjortan kvar,
så tror Lars i Kuja på bättre dar,

så ock Lars i Kujas käring.

## Språk
Diktens form och språk bidrar till att förmedla torparparets strävsamma liv. Knut Warmland konstaterar att 13:e radens "verbanhopning" Han plockar och gräver och sliter och drar, ger en bild av de oändliga arbetstimmarnas bördor.

## Platsen Kuja

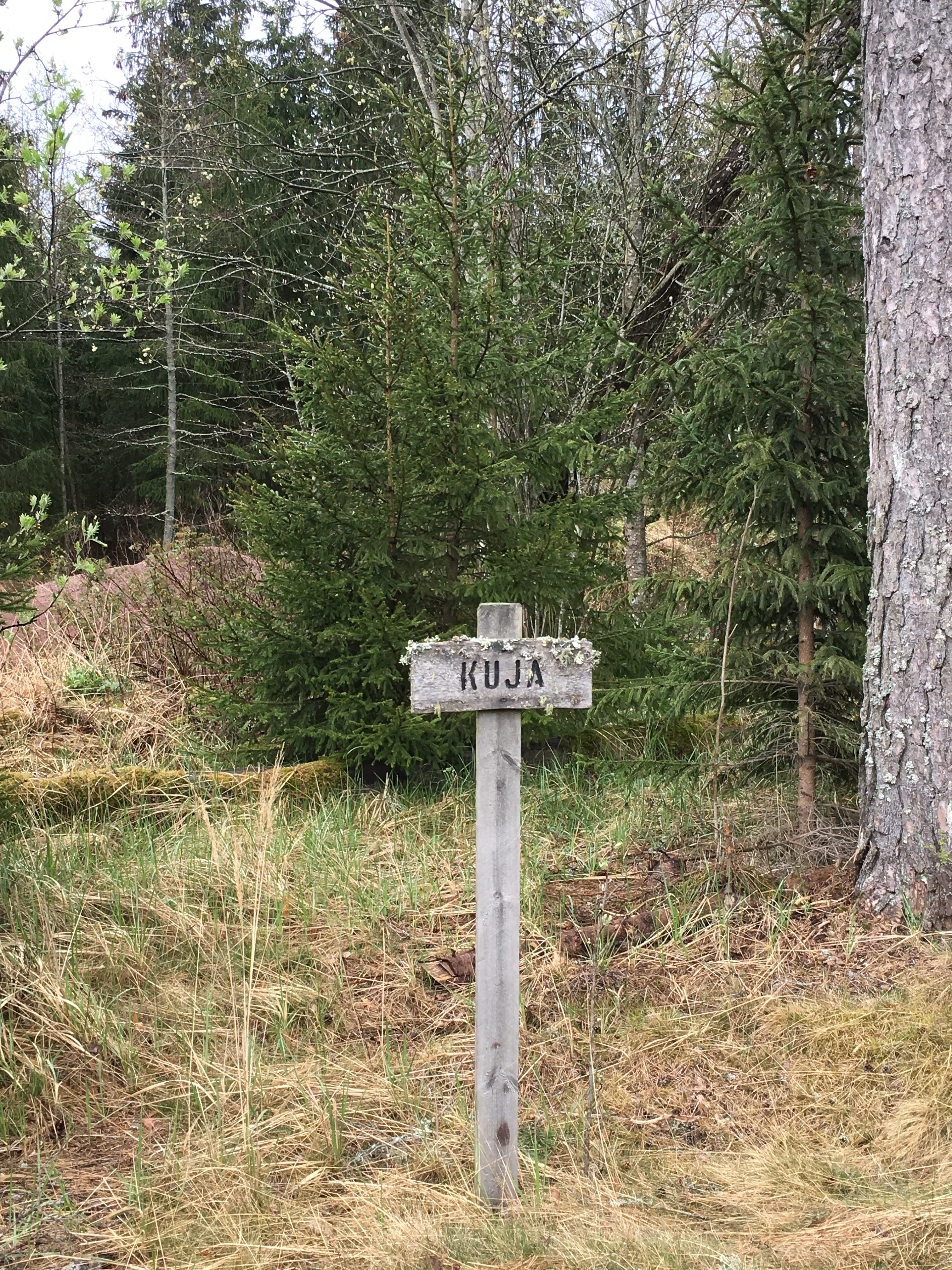
Platsen Kuja nära Byn i Alster

Fröding gav torpet en exakt geografisk placering i dikten: "vid Bymon på vägen till Byn", alltså i närheten av hans barndomshem Byn, i närheten av landsvägen genom Alsterdalen mellan familjen Frödings tre gårdar Byn, Gunnerud och Alster. Kuja låg ovanför vägen, mitt emot avtagsvägen mot Byn. Alla spår av bebyggelse är utplånade, men platsen utmärks idag av en skylt vid vägkanten. Ingvald Rosenblad konstaterar redan i Gustaf Fröding-sällskapets första årsskrift från 1969 att det då låg en liten grusgrop på platsen för Kuja.

## Tonsättningar
- Östen Warnerbrings tonsättning finns med på Sven-Ingvars album Sven-Ingvars i Frödingland från 1971.
- Eskil Hembergs tonsättning har spelats in av Anders Andersson (sångare) och Värmlands Sinfonietta på skivan "E fin vise".

## Övrigt
Konstnären Malin Biller har tolkat dikten i serieform i boken ”I varje droppe är en ädelsten”. Dikten har gett namn åt gatan Lars i Kujas väg i stadsdelen Kronoparken i Karlstad.